# Coray
Coray [kɔʁε] (en breton : Kore) est une commune du département du Finistère, en Bretagne, en France. Elle fait partie du canton de Châteauneuf-du-Faou, de la Communauté de communes de Haute Cornouaille et du Pays du Centre Ouest Bretagne.
En 2022, la commune compte 1 869 habitants nommés Corayens.

## Géographie

### Situation
La commune fait partie traditionnellement du Pays Glazik. Elle est située à une quinzaine de kilomètres au nord-est de Quimper.

Carte montrant l'emplacement de la commune de Coray au sein du département du Finistère.
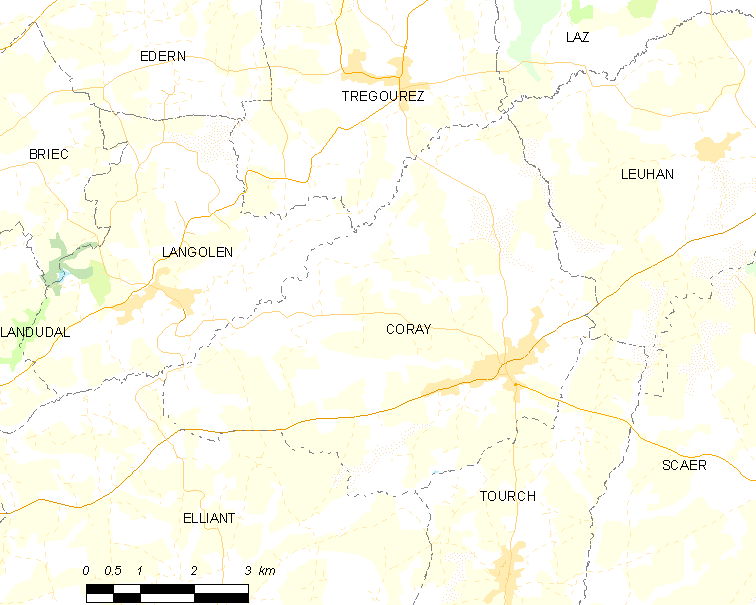
Carte de la commune de Coray.

| Langolen | Trégourez | Laz    |
|          | Coray     | Leuhan |
| Elliant  |           | Tourch |

### Relief et paysages
Les altitudes au sein du finage communal descendent jusqu'à 76 mètres dans la partie aval de la vallée de l'Odet, près de Ty Nevez Kerhua, mais jusqu'à 124 mètres seulement dans la vallée du Jet au sud-ouest de Lannurien et 175 mètres dans celle de l'Aven au sud de Coat Grantic. Le point le plus haut de la commune se situe juste au nord-est du bourg de Coray, entre Brec'horay et Kerhuel, à 257 mètres d'altitude ; le bourg est lui-même en position assez élevée, entre 225 mètres et 188 mètres d'altitude. Au nord de la commune, le massif de Menez Gouaillou, bien que n'atteignant que 168 mètres d'altitude, forme un relief bien visible dans le paysage, car il domine d'une quarantaine de mètres au moins les régions avoisinantes.
La commune présente un paysage agraire traditionnel de bocage avec un habitat dispersé en de nombreux écarts formés de hameaux et de fermes isolées. Autour du bourg, quelques lotissements se sont créés dans les dernières décennies du XXe siècle et celles du début du XXIe siècle, ainsi qu'une zone industrielle et artisanale au sud-ouest du bourg, le long de la route départementale n° 15 en direction de Quimper.
| - Carte topographique de la commune de Coray. |

### Géologie
La petite éminence en granulite du « Menez Goaillou », située à l'extrême nord de la commune à 3,5 kilomètres au nord-ouest du bourg, s'élève à 168 mètres d'altitude et forme une ellipse longue d'environ 1 km et large de 750 mètres, dominant d'une trentaine de mètres les schistes briovériens de la rive gauche de l'Odet. Une douzaine de carrières qui entament ses flancs étaient autrefois en activité car ce site fournissait sous une forme facilement exploitable une pierre de construction de bien meilleure qualité que le schiste environnant. Cette pierre se distingue par la présence de petites tâches rouillées qui proviennent de l'altération météorique de l'arsénopyrite. On retrouve ces pierres dans l'habitat à Coray et dans les communes alentour ainsi que dans certains édifices religieux locaux comme la partie inférieure du clocher-porche de l'église de Coray construit entre  1705 et 1707. De beaux cristaux d'apatite ont été trouvés à Menez Goaillou.

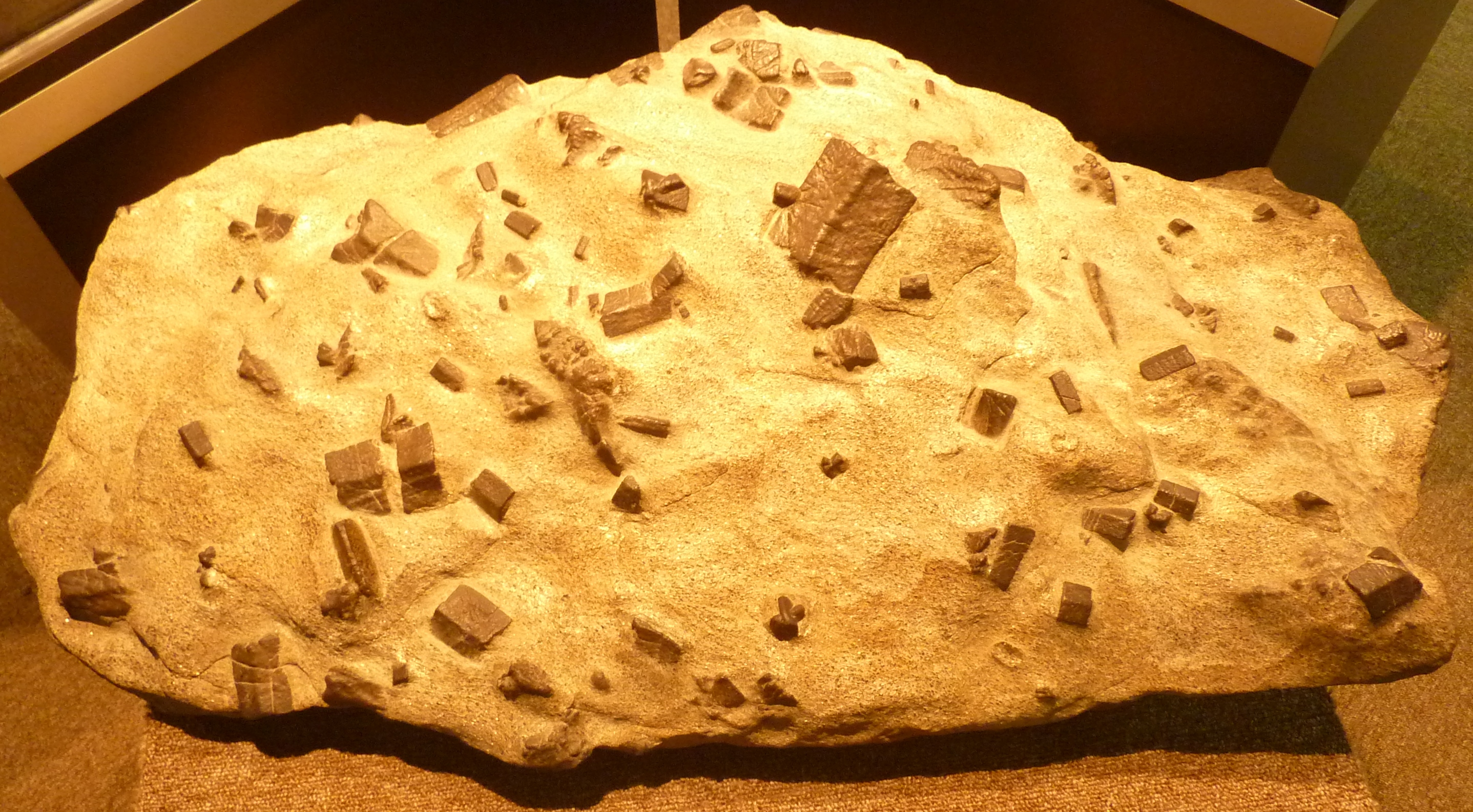
Micaschiste à staurotides trouvé à Coray (Maison des minéraux de Crozon).
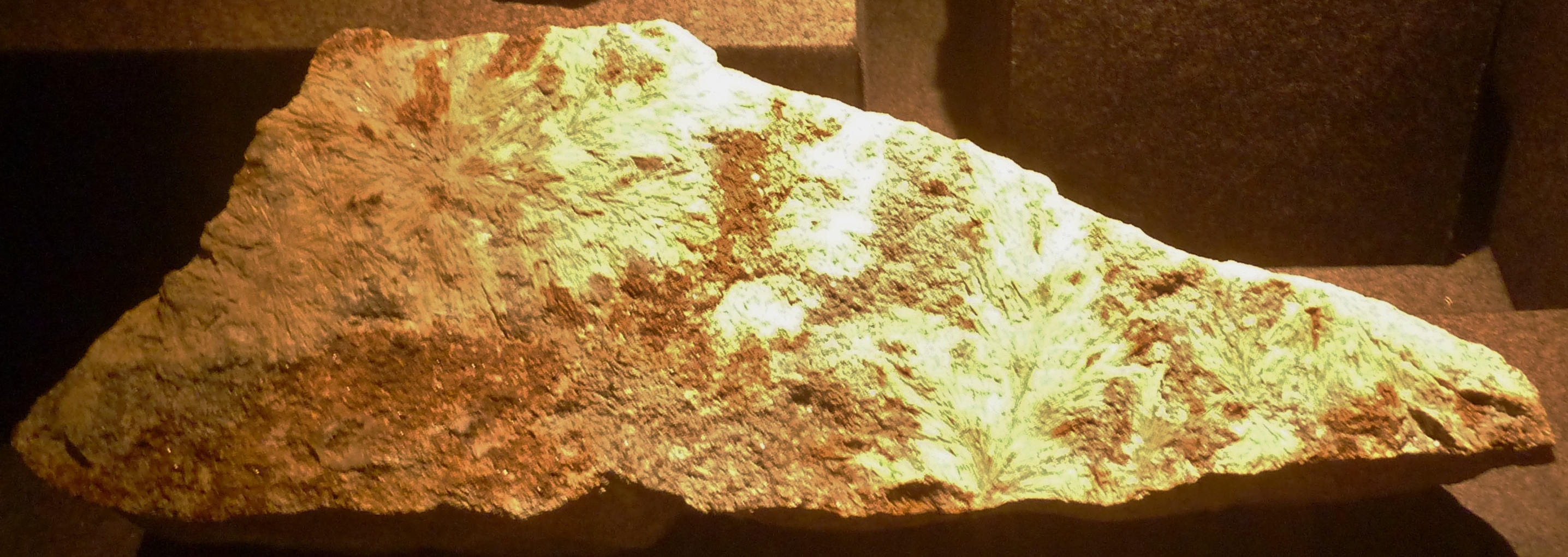
Béryl trouvé à Coray (Maison des minéraux de Crozon).

On trouve abondamment dans les environs de Coray des pierres connues sous le nom de Pierres-de-Croix (formant des prismes hexagonaux réguliers, parfois se recoupant à angle droit et ayant alors l'aspect d'une croix) ; leur nom scientifique est staurotide.

### Transports
La commune est traversée par trois routes départementales qui se croisent dans le bourg, la D 15 qui va de Quimper à Gourin et, au-delà, permet d'atteindre Carhaix ou Rostrenen ; la D 36, qui lui est perpendiculaire et est orientée nord-sud, et qui permet, vers le nord, de parvenir à Châteauneuf-du-Faou et, vers le sud, à Rosporden ; la D 50 est un axe allant de l'ouest-nord-ouest, en direction de Briec à l'est-sud-est en direction de Scaër. Aucune route nationale ni voie ferrée ne traverse la commune, la gare la plus proche étant celle de Rosporden.

### Hydrographie
Pour un article plus général, voir Réseau hydrographique du Finistère.
La commune est située dans le bassin Loire-Bretagne. La commune est limitée au nord-ouest par le fleuve côtier Odet, qui la sépare de Trégourez et Langolen, et au nord-est par le Dour Kerdréoret, affluent de rive gauche de l'Odet, qui la sépare de Leuhan ; d'autres modestes affluents de rive gauche de l'Odet, le Stêr Pont Herrou et le ruisseau de Creac'h Pinvidic, drainent la partie nord-ouest du finage communal. Au sud, la commune est séparée de Tourc'h et Elliant par le Jet, qui a sa source au sud du bourg et qui, lui aussi, est un affluent de rive gauche de l'Odet. Enfin à l'est, le fleuve côtier Aven a sa source au nord-est du bourg de Coray et, coulant vers le sud, sa partie amont sert aussi un temps de limite communale avec Tourc'h. Pour ces raisons, la commune est surnommée « le pays des trois rivières »,.
L'Aven, d'une longueur de 39 km, prend sa source dans la commune  et se jette  dans l'Océan Atlantique en limite de Riec-sur-Bélon et de Névez, après avoir traversé huit communes. 
L'Odet, d'une longueur de 63 km, prend sa source dans la commune de Saint-Goazec et se jette  dans l'anse de Bénodet entre les communes de Combrit et de Bénodet, après avoir traversé onze communes.  Les caractéristiques hydrologiques de l'Odet sont données par la station hydrologique située sur la commune de Leuhan. Le débit moyen mensuel est de 0,393 m3/s. Le débit moyen journalier maximum est de 9,76 m3/s, atteint lors de la crue du 12 décembre 2000. Le débit instantané maximal est quant à lui de 10,7 m3/s, atteint le même jour.
Le Jet, d'une longueur de 29 km, prend sa source dans la commune  et se jette  dans l'Odet à Quimper, après avoir traversé sept communes. 

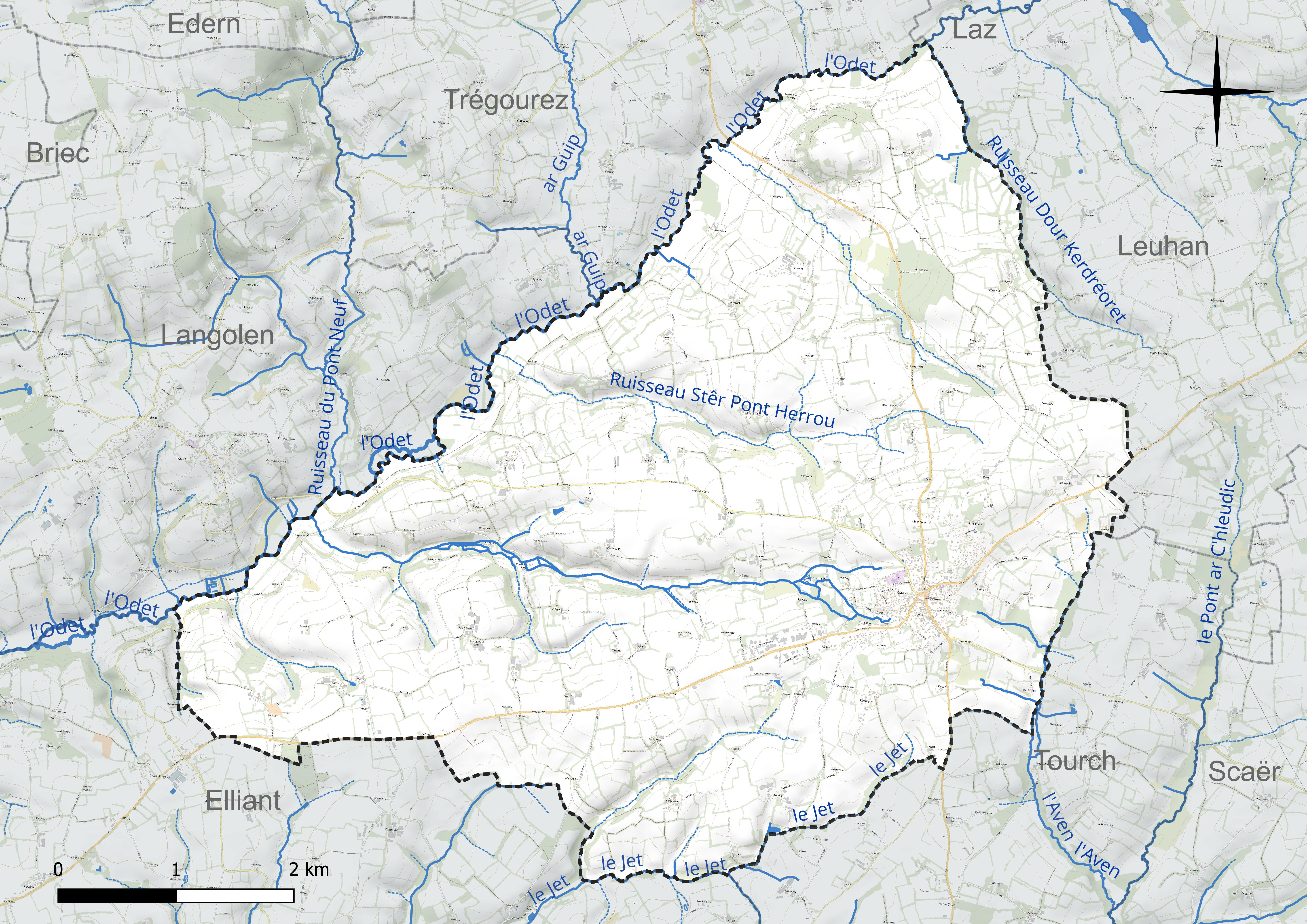
Réseau hydrographique de Coray.

### Climat
Le climat qui caractérise la commune est qualifié, en 2010, de « climat océanique franc », selon la typologie des climats de la France qui compte alors huit grands types de climats en métropole. En 2020, la commune ressort du type « climat océanique » dans la classification établie par Météo-France, qui ne compte désormais, en première approche, que cinq grands types de climats en métropole. Ce type de climat se traduit par des températures douces et une pluviométrie relativement abondante (en liaison avec les perturbations venant de l'Atlantique), répartie tout au long de l'année avec un léger maximum d'octobre à février.
Les paramètres climatiques qui ont permis d'établir la typologie de 2010 comportent six variables pour les températures et huit pour les précipitations, dont les valeurs correspondent à la normale 1971-2000. Les sept principales variables caractérisant la commune sont présentées dans l'encadré ci-après.
| Paramètres climatiques communaux sur la période 1971-2000 - Moyenne annuelle de température : 11 °C - Nombre de jours avec une température inférieure à −5 °C : 1 j - Nombre de jours avec une température supérieure à 30 °C : 1,5 j - Amplitude thermique annuelle : 11,4 °C - Cumuls annuels de précipitation : 1 364 mm - Nombre de jours de précipitation en janvier : 16,7 j - Nombre de jours de précipitation en juillet : 10 j |

Avec le changement climatique, ces variables ont évolué. Une étude réalisée en 2014 par la Direction générale de l'Énergie et du Climat complétée par des études régionales prévoit en effet que la  température moyenne devrait croître et la pluviométrie moyenne baisser, avec toutefois de fortes variations régionales. La station météorologique de Météo-France installée sur la commune et mise en service en 1990 permet de connaître l'évolution des indicateurs météorologiques. Le tableau détaillé pour la période 1981-2010 est présenté ci-après.
| Mois                                  | jan.             | fév.             | mars          | avril         | mai             | juin           | jui.            | août           | sep.         | oct.          | nov.          | déc.            | année      |
| ------------------------------------- | ---------------- | ---------------- | ------------- | ------------- | --------------- | -------------- | --------------- | -------------- | ------------ | ------------- | ------------- | --------------- | ---------- |
| Température minimale moyenne (°C)     | 3                | 2,8              | 4,3           | 5,2           | 8,4             | 10,8           | 12,7            | 12,8           | 10,7         | 8,7           | 5,6           | 3,1             | 7,4        |
| Température moyenne (°C)              | 5,6              | 6                | 7,9           | 9,4           | 12,7            | 15,5           | 17,1            | 17,3           | 15,1         | 12            | 8,5           | 5,8             | 11,1       |
| Température maximale moyenne (°C)     | 8,3              | 9,1              | 11,5          | 13,6          | 17,1            | 20,2           | 21,6            | 21,9           | 19,4         | 15,3          | 11,4          | 8,6             | 14,9       |
| Record de froid (°C) date du record   | −10,7 02.01.1997 | −10,2 07.02.1991 | −5,3 01.03.05 | −1,5 28.04.16 | 0 07.05.1997    | 3,8 04.06.1991 | 6,4 10.07.04    | 5,3 08.08.1996 | 2,9 30.09.12 | −1 29.10.1997 | −4,6 30.11.10 | −7,7 29.12.1996 | −10,7 1997 |
| Record de chaleur (°C) date du record | 14,5 01.01.22    | 20 27.02.19      | 22,8 19.03.05 | 28,2 19.04.18 | 29,9 06.05.1995 | 32,9 19.06.17  | 33,8 20.07.1995 | 35,9 09.08.03  | 30 07.09.21  | 27,5 02.10.11 | 20,5 01.11.16 | 16,9 19.12.15   | 35,9 2003  |
| Précipitations (mm)                   | 166,8            | 128,9            | 99,3          | 102,1         | 93,1            | 64,7           | 82,4            | 83             | 99,9         | 149,9         | 166           | 161             | 1 397,1    |

## Urbanisme

### Typologie
Au 1er janvier 2024, Coray est catégorisée bourg rural, selon la nouvelle grille communale de densité à 7 niveaux définie par l'Insee en 2022.
Elle est située hors unité urbaine. Par ailleurs la commune fait partie de l'aire d'attraction de Quimper, dont elle est une commune de la couronne,. Cette aire, qui regroupe 58 communes, est catégorisée dans les aires de 200 000 à moins de 700 000 habitants,.

### Occupation des sols

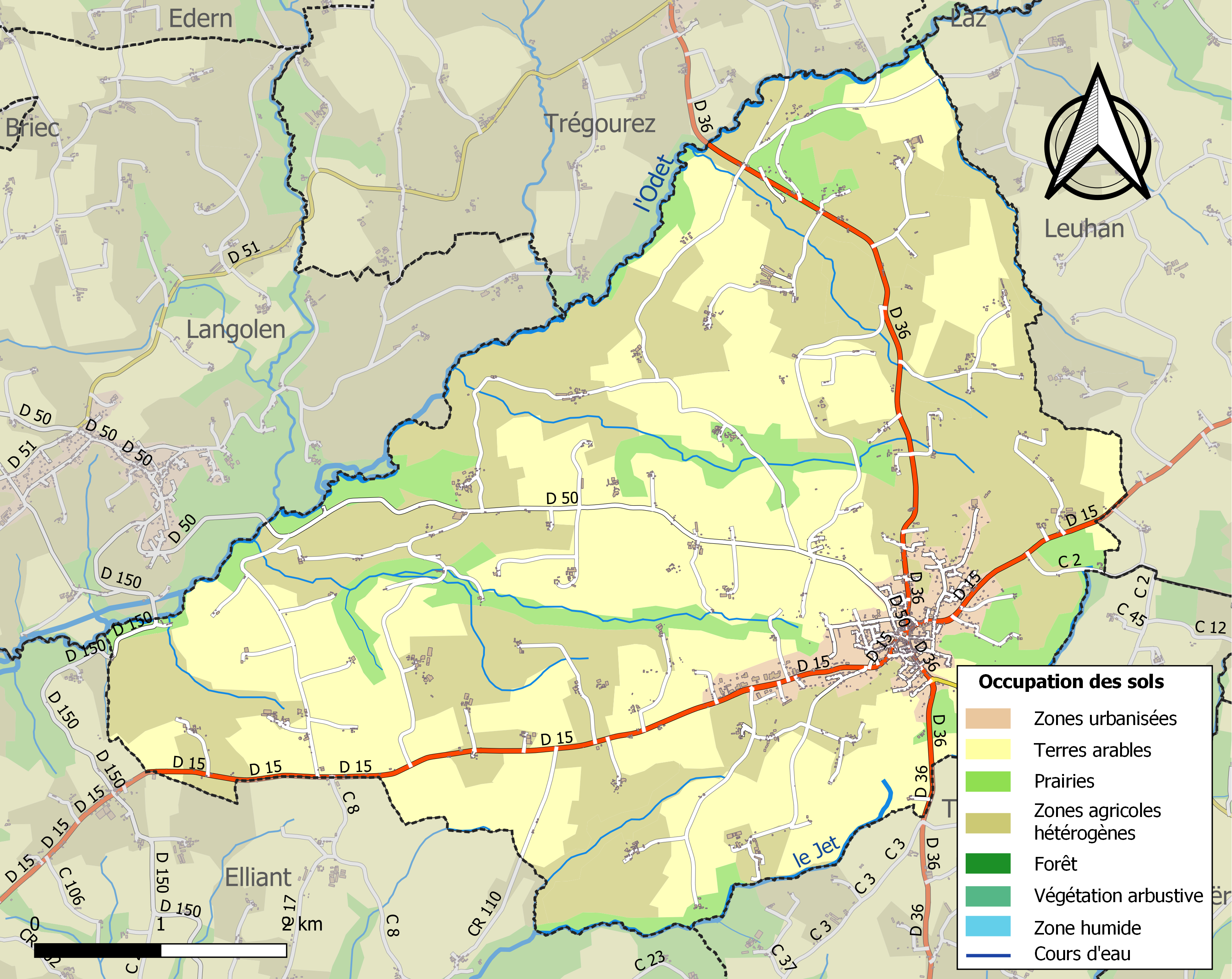
Carte des infrastructures et de l'occupation des sols de la commune en 2018 (CLC).

Le tableau ci-dessous présente l' occupation des sols de la commune en 2018, telle qu'elle ressort de la base de données européenne d'occupation biophysique des sols Corine Land Cover (CLC).
| Type d'occupation                                                                   | Pourcentage | Superficie (en hectares) |
| ----------------------------------------------------------------------------------- | ----------- | ------------------------ |
| Tissu urbain discontinu                                                             | 4,2 %       | 132                      |
| Terres arables hors périmètres d'irrigation                                         | 42,8 %      | 1345                     |
| Prairies et autres surfaces toujours en herbe                                       | 11,2 %      | 352                      |
| Systèmes culturaux et parcellaires complexes                                        | 38,0 %      | 1195                     |
| Surfaces essentiellement agricoles interrompues par des espaces naturels importants | 3,9 %       | 122                      |
| Source : Corine Land Cover                                                          |             |                          |

## Toponymie
Le nom de la localité est attesté sous les formes Choroe au XIe siècle, Coroc en 1038, Coroe en 1066 et 1088, Coroc au XIIe siècle, Coroe en 1228, Corae en 1236, Coray en 1368, 1516, 1536, Corrai en 1779.
Le nom « Trégourez » proviendrait du breton Tre (en français « au-delà ») et le suffixe gourez serait une déformation de « Coray », le nom complet signifiant donc « au-delà de Coray », mais cela reste très incertain. Selon une autre explication, finalement assez voisine de la précédente, le nom Dreo-Gouere signifierait « La trève du bas » et C'horre, à l'origine du nom « Coray », « la trève du haut ».

## Histoire

### Héraldique
| Blason de Coray | L'ancien blason de Coray porte coupé d'azur et de sable, une croix gironnée d'or de huit pièces brochant sur le tout, cantonnée en chef de deux mouchetures d'hermine d'or. La croix symbolise la pierre de Coray appelée aussi pierre de Coadry. Avec le noir, le bleu et le jaune rappellent les couleurs fondamentales de l'ancien costume des hommes de Coray : le costume Glazick. |

### Préhistoire
Un dépôt d'épées datant de l'âge du bronze a été découvert à Penhoat (lors de la destruction d'un alignement de menhirs en 1927) et du matériel d'orfèvre (une enclume, des pointes de lances à douille et un lot de haches à talon), datant de 80 à 700 avant J.-C., à Keranfinit.

### Antiquité
Coray était sous l'occupation romaine un nœud de communication important. Certains auteurs dont Jean-Pierre Brunterc'h, pensent que Coray est le Corophesium mentionné dans les « Annales de Lausanne » pour l'année 818. La voie romaine allant de Vorgium (Carhaix) à Civitas Aquilonia (Quimper) passait par Roudouallec et Coray, où elle croisait la voie romaine allant de Concarneau à Morlaix.

### Moyen Âge
Coray serait une grande paroisse de l'Armorique primitive, qui aurait englobé, outre Coray, Leuhan et Tourc'h.
Le nom de Coray apparaît dans le cartulaire de Landévennec, sous le nom de Choroe, au XIe siècle. À la même époque le nom est noté Coroe dans le cartulaire de Sainte-Croix de Quimperlé et dans le cartulaire des Églises de Quimper. Selon Arthur de la Borderie, citant le cartulaire de Landévennec, vers le VIe siècle, un moine ou ermite disciple de saint Guénolé « nommé Ratian ou Ratian, à la fois barde et prêtre (...) semble avoir évangélisé toute la région comprise de Langolen au Faouët, et notamment les paroisses de Tourch, de Corai [Coray] et de Scaër ; il habitait, sur le territoire de cette dernière, un petit monastère appelé de son nom Lan-Ratian [Larragen de nos jours], et avait pour compagnon, au moins pour voisin, le pieux Tanvoud, émule de ses vertus et de ses travaux ».
Une motte féodale se trouve à Kastel-Herrou et deux autres existaient à Kerdavid et Kervrec'h, qui ont été détruites.
Saint-Tridan était la principale maison seigneuriale de la paroisse ; elle était possédée par la famille Le Rouxeau de Saint-Dridan, seigneurs de Saint-Dridan, de la Villepierre, de Kerguelen, de Bossulan, etc., dont les héritiers, Alain et Charles Le Rouxeau (enfants mineurs d'Ollivier de Rouxeau, décédé, et de Françoise Le Guillou), furent confirmés dans leurs titres de noblesse devant la Chambre de réformation le 6 août 1670 car ils parvinrent à prouver leur ascendance noble en remontant jusqu'à Henry Le Rouxeau, époux de Clémence Tréanna, grâce à un acte daté de 1470.
La seigneurie des Salles appartenait, en 1300, à l'évêque de Quimper dont le manoir éponyme était une de ses résidences. La seigneurie de Keromnès dépendait de la baronnie de Laz et une autre partie de la paroisse de Coray de la seigneurie de La Roche-Helgomarc'h, et partiellement du fief des évêques de Quimper qui possèdent une résidence au Salle (aujourd'hui Salou), résidence qui plusieurs fois au cours des siècles servira de refuge au chapitre cathédral de Quimper, à la suite notamment d'un épisode de peste qui toucha Quimper en 1484.
En 1483, alors que la peste ravageait le diocèse de Quimper, provoquant notamment la mort de l'évêque Guy du Boschet, le chapitre de Quimper s'assembla dans l'église de Corrai [Coray] pour y nommer des Grands-Vicaires.

### Époque moderne
Le manoir des Salles et ses dépendances fut vendu dans la première moitié du XVIIe siècle à Louis Auffret, notaire royal à Quimper, qui y fit souche. Quatre siècles plus tard, la plupart des  villages de Coray et des communes environnantes recensent  encore des descendants de cette famille.
Jean-Baptiste Ogée décrit ainsi Coray en 1778 :

« Corrai, à 4 lieues et demie à l'est-nord-est de Quimper, son évêché, sa subdélégation et son ressort. On y compte 1 400 communiants ; la cure est à l'ordinaire. Cette paroisse est située sur une montagne fort haute [sic], qui forme un beau point de vue. Son territoire est traversé au nord par les Montagnes Noires, sur le sommet desquelles on ne voit que des rochers et des terres pierreuses qui, par conséquent, ne sont propres à rien. Dans les vallons, on trouve des terres labourables très bonnes, et beaucoup de landes dont le sol ne parait pas mériter les soins du cultivateur. »

### Révolution française
Le 8 juin 1792, Ambroise Rivoal, qui avait remplacé Jérôme Kergourlay, recteur de Coray depuis 1787 et jusqu'en 1791, démissionne de sa charge de curé constitutionnel de Coray.
Au printemps 1796, chargés par De Bar « de rallier des mécontents du côté de Carhaix et d'étendre l'insurrection dans le Finistère, des racoleurs parcoururent les campagnes de Langolen, Coray, Trégourez, Leuhan, Laz, prenant le nom des déserteurs, des conscrits et même des hommes mariés, et les avertissant, avec des menaces, de se tenir prêts quand on viendrait les réunir ».
Nicolas Moreau, né en 1764 à Dinéault, prêtre insermenté, fut déporté à l'île d'Aix en 1794, fut recteur d'Argol entre 1802 et 1814, avant de devenir recteur de Coray où il mourut le 17 juin 1834.

### LeXIXesiècle
L'actuel CD 15 (la route de Quimper à Gourin passant par Coray) n'était au XIXe siècle qu'un chemin à ornières que les voyageurs devaient éviter la nuit tombée car c'était un véritable coupe-gorge où sévissaient des bandes organisées spécialisées dans le vol des chevaux et des bœufs, repérés préalablement par un réseau de mendiants qui parcourait les fermes du voisinage. Vers 1850, près d'une dizaine de brigands sévissaient et las attaques étaient particulièrement nombreuses les soirs de foire à Quimper.
A. Marteville et P. Varin, continuateurs d'Ogée, décrivent ainsi Coray en 1853 : 

« Coray ; commune formée par l'ancienne paroisse de ce nom, aujourd'hui succursale ; brigade temporaire de gendarmerie. (...). Principaux villages : Kerdréoret, Kerdannet, Villeneuve, Kerambelec, Huelgars. Maisons remarquables : Portlareuc, Saint-Dridan (ancien manoir). Superficie totale : 3 135 hectares, dont (...) terres laborables 1 658 ha, prés et pâturages 246 ha, bois 56 ha, vergers et jardins 57 ha, landes et incultes 984 ha (...). Moulins : 9 (de Gouaillon [Gouaillou], de Saint-Dridan, de Larragen, d'Huelgars, de Crec'h-Penvidic, Moulin-Roux, à eau). (...). Le sol de cette commune est peu fertile et d'une très faible épaisseur : aussi n'y cultive-t-on pas pour ainsi dire le froment. Les bois de chauffage sont fréquents. On y sème très peu de lin, mais assez de chanvre pour suffire à fabriquer les grosses toiles employées par les habitants. On travaille la laine et beaucoup de paysans font chez eux un berlinge qui se vend à Quimper, Pont-l'Abbé et Pont-Aven. Il y a foire le 2 janvier, les 3 et 25 février, 26 mars, 28 avril, 19 mai, 1er août, 14 septembre, 26 octobre et 25 novembre. Le chemin de grande communication de Quimper à Carhaix [actuel CD 15] traverse cette commune du sud-ouest au nord-est. L'Odet la traverse aussi du nord-est au sud-ouest. Géologie : micaschiste au sud, mais les schistes modifiés dominent. On parle le breton. »

Les tisserands de la région de Coray étaient spécialisés dans la fabrication de tissus destinés aux vêtements de style breton ; leur activité, et celle de la culture du lin et du chanvre, déclina au cours du XIXe siècle.
En 1871, l'officier de santé Ropers, installé à Coray, porta plainte contre la veuve Justin, médicastre dans le même bourg, se plaignant que presque toutes les personnes malades lui font appel. Alors qu'une épidémie de variole sévit dans le village, « Sur 97 personnes qui ont succombé aux maladies dans la commune dans les mois de janvier et février de cette année, je n'ai été appelé qu'auprès de 5 ou 6 malades, presque tous les autres ont été visités par la veuve Justin ».
La veuve Justin utilisait notamment l'élixir tonique antiglaireux du docteur Guillié pour traiter tous les maux de ses patients.
Entre 1888 et 1890, près de 1 000 personnes originaires de la région d'Elliant, Scaër, Coray, Roudouallec et Le Faouët émigrèrent en Argentine (44 000 Français en tout émigrèrent vers l'Argentine pendant ces années).
Une épidémie de dysenterie survint à Coray en 1895 ; elle valut au docteur Herland, médecin de Coray, une médaille de bronze décernée par l'Académie nationale de médecine. Une nouvelle épidémie de dysenterie survint en novembre 1900 dans les communes de Spézet et Coray, provoquant la mort d'au moins 70 personnes ; les Sœurs de Coray et de Spézet furent poursuivies pour « exercice illégal de la médecine et de la pharmacie », le procureur de la République de Châteaulin estimant que « la sécurité des malades se trouvait compromise par suite du traitement des Sœurs » auxquelles il reproche un « zèle intempestif » ; leur avocat souligna qu'elles agissaient « par dévouement » car « dans la région où elles ont prodigué leurs soins, beaucoup de malades meurent sans vouloir appeler le médecin ». Les supérieures des deux établissements religieux de Coray et Spézet furent condamnées chacune  à 100 francs d'amende, ce qui provoqua l'indignation de nombreux habitants des deux communes, « nos sœurs ont toujours soigné avec beaucoup de dévouement (...) les malades (...) avec un zèle désintéressé ».
En 1878, l'école communale de Coray « est installée actuellement dans un local très défectueux » et la commune projette la construction d'une nouvelle école : le Conseil général du Finistère consent une subvention de 8 000 francs à la commune qui « consacre à cette construction et qu'elle va être obligée de s'imposer de nouveaux sacrifices pour une maison d'école de filles dont elle a le plus grand besoin ». Une maison est achetée, pour servir d'école des filles, en 1880.
Entre 1880 et 1890, un escroc se disant argentin berna environ un millier de malheureux candidats à l'émigration dans la région de Scaër, Coray et Elliant, parvenant à leur soutirer de l'argent avant de disparaître. Malgré cela, en 1888-1889 environ un millier de déshérités de cette région des Montagnes Noires émigrèrent vers l'Argentine où ils se retrouvèrent abandonnés et vite sans le sou, n'obtenant pas les concessions qui leur avaient été promises dans la région de Rosario.
L'église paroissiale Saint-Pierre-et-Saint-Paul fut en grande partie reconstruite en 1895.

### LeXXesiècle

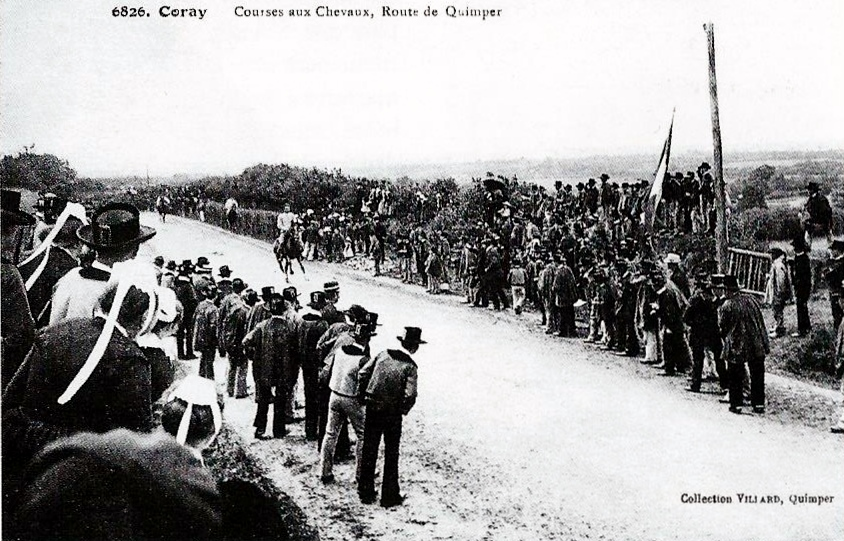
Course de chevaux à Coray au début du XXe siècle (carte postale Villard).

#### La Belle Époque
En avril 1903, une religieuse des Filles de Jésus, Sœur Saint-Jean-François, fut poursuivie devant le tribunal correctionnel de Châteaulin pour avoir tenu une école clandestine à Coray.
Déclarée d'utilité publique le 12 juillet 1908, la ligne ferroviaire à voie métrique des Chemins de fer départementaux du Finistère allant de Châteauneuf-du-Faou à Rosporden, longue de 39 km, fut mise en service le 21 décembre 1912. Elle desservait les gares de Saint-Thois-Pont-Pol, Laz, Trégourez, Guernilis, Coray, Tourc'h, Bois-Jaffray-Saint-Guénal et Elliant. Elle ferma dès 1933.

#### La Première Guerre mondiale
Le monument aux morts de Coray porte les noms de 121 soldats morts pour la France pendant la Première Guerre mondiale. Parmi eux, 1 (Henri Le Louet) est décédé sur le front belge lors de la Course à la mer, 5 sont décédés dans les Balkans car ils faisaient partie de l'Armée française d'Orient (Yves Guédès, François Jaffré, Joseph Le Grand, Christophe Le Saux, Pierre Quéméré), 3 sont disparus en mer (Jean Allain, Yves Guinvarch, Guillaume Jacq) ; tous les autres sont décédés sur le sol français. Parmi eux, plusieurs ont été décorés : Grégoire Pérennec reçut la Croix de guerre et la Médaille militaire ; Yves Bourhis, Jean Dréau, Yves Guéguen, Louis Jégou, Louis Le Grand, Pierre Le Guillou, François Paillard, Pierre Paillard et Henri Pérennec la Croix de guerre ; Laurent Courtay la Médaille militaire. Un homme et une femme placés de chaque côté du monument aux morts représentent un poilu et l'arrière du front, symbolisé par la femme.
Jean Bouguennec, dont le nom est aussi inscrit sur le monument aux morts, est en fait décédé après la guerre, le 20 mars 1919 à Ferryville (Tunisie).
Le monument aux morts, œuvre du sculpteur René Quivillic, représente une jeune Corayenne orpheline de guerre âgée de vingt ans portant le costume local traditionnel.

#### L'Entre-deux-guerres
Un alignement de 13 menhirs situé près du village de Penhoat fut détruit en 1927.
En 1932, le curé de Coray tenta vainement d'interdire aux jeunes filles de la paroisse d'aller danser.
L'abbé François Mévellec, né à Coray en 1901, succéda à l'abbé François Lanchès (qui était originaire de Châteauneuf-du-Faou) comme aumônier des Bretons du Périgord (par exemple, plusieurs paysans de la région d'Elliant - Coray - Saint-Yvi - Saint-Évarzec émigrèrent entre Beaumont-du-Périgord et Villaréal dans la décennie 1930).

#### La Seconde Guerre mondiale
Le monument aux morts de Coray porte les noms de 11 personnes mortes pour la France pendant la Seconde Guerre mondiale. Parmi elles, des soldats tués pendant la « Drôle de guerre » (Alain Mahé, décédé le 14 septembre 1939 ; Jean Billan, décédé le 26 octobre 1939) ou à la fin de la guerre (Yves Ficamos, décédé le 21 avril 1945).
Trois jeunes résistants (les deux frères Grégoire Le Cam et Jean-Louis Jacob, François Jacob) originaires de Coray furent tués lors des combats de Kernabat (en Scaër) et Quillien (en Tourch) le 14 juillet 1944.
Louis Kerangall est mort en déportation le 19 mars 1945 à Buchenwald.

### LeXXIesiècle

#### L'opposition aux barrages écréteurs de crue
Le SIVALODET, syndicat mixte chargé de la gestion du bassin versant de l'Odet, à la demande principalement de la ville de Quimper qui souffre d'inondations chroniques dues pour partie aux crues de l'Odet et surtout au fait d'avoir construit en zone inondable pendant fort longtemps, projette la création de barrages écréteurs de crue en amont de Quimper et particulièrement à Langolen, Landudal et Coray. Ceci soulève des protestations de la part d'une partie des habitants et des municipalités concernées, et particulièrement à Coray en raison du coût, de la dégradation des paysages et des risques, à terme, de multiplier les périodes d'inondations dans la zone des barrages.
Entre le 1er décembre 2020 et le 3 février 2021 620 mm de pluie sont tombés à Coray, ce qui en a fait l'endroit le plus arrosé de la région Bretagne.

#### Un legs d'un million d'euros à la commune
Un homme souhaitant rester anonyme a légué à la commune en 2021 ; 10 % de cette somme doivent être utilisés pour acheter des œuvres d'art, le reste devant servir à la construction d'une salle de sport.

## Démographie
L'évolution du nombre d'habitants est connue à travers les recensements de la population effectués dans la commune depuis 1793. Pour les communes de moins de 10 000 habitants, une enquête de recensement portant sur toute la population est réalisée tous les cinq ans, les populations de référence des années intermédiaires étant quant à elles estimées par interpolation ou extrapolation. Pour la commune, le premier recensement exhaustif entrant dans le cadre du nouveau dispositif a été réalisé en 2007.

En 2022, la commune comptait 1 869 habitants, en évolution de −1,79 % par rapport à 2016 (Finistère : +2,16 %, France hors Mayotte : +2,11 %).
| 1793  | 1800  | 1806  | 1821  | 1831  | 1836  | 1841  | 1846  | 1851  |
| ----- | ----- | ----- | ----- | ----- | ----- | ----- | ----- | ----- |
| 1 272 | 1 488 | 1 227 | 1 443 | 1 640 | 1 847 | 1 834 | 1 809 | 1 976 |

| 1856  | 1861  | 1866  | 1872  | 1876  | 1881  | 1886  | 1891  | 1896  |
| ----- | ----- | ----- | ----- | ----- | ----- | ----- | ----- | ----- |
| 1 855 | 1 992 | 2 139 | 2 076 | 2 275 | 2 410 | 2 532 | 2 572 | 2 565 |

| 1901  | 1906  | 1911  | 1921  | 1926  | 1931  | 1936  | 1946  | 1954  |
| ----- | ----- | ----- | ----- | ----- | ----- | ----- | ----- | ----- |
| 2 760 | 2 705 | 2 752 | 2 445 | 2 366 | 2 189 | 2 127 | 2 049 | 2 006 |

| 1962  | 1968  | 1975  | 1982  | 1990  | 1999  | 2006  | 2007  | 2012  |
| ----- | ----- | ----- | ----- | ----- | ----- | ----- | ----- | ----- |
| 1 841 | 1 787 | 1 768 | 1 737 | 1 623 | 1 625 | 1 759 | 1 778 | 1 888 |

| 2017  | 2022  | - | - | - | - | - | - | - |
| ----- | ----- | - | - | - | - | - | - | - |
| 1 896 | 1 869 | - | - | - | - | - | - | - |

La population était en légère progression sur la période 2010-2016 (0,6%), un taux similaire à celui de la Bretage mais supérieur à celui du département (0,2 %). La population  est relativement jeune (52% des habitants ont moins de 45 ans) mais avec une tendance au vieillissement.

## Langue bretonne
À la rentrée 2017, 28 élèves étaient scolarisés à l'école publique de Leurgadoret en filière bilingue Breton/Français (soit 14,5 % des enfants de la commune inscrits dans le primaire).

## Politique et administration
La commune de  Coray fait partie de la communauté de communes de Haute Cornouaille, créée fin 1993, qui regroupe 11 communes comptant en tout  un peu plus de 15 000 habitants. Le budget de la commune est d'environ 1,3 million d'euros dont 200 000 euros au titre de l'assainissement et de l'eau qu'elle gère de manière directe mais qui devait être confiée à terme à l'intercommunalité comme l'exige la réglementation. La commune est faiblement endettée.

## Économie
Le secteur tertiaire (commerce, transports, administration, santé et action sociale) est prépondérant avec 63 % des établissements implantés sur le territoire de la commune. Les exploitations agricoles représentent 29 % des établissements. Toutefois la majorité des habitants (76 %) travaillent à l'extérieur de Coray.
La commune comporte 33 exploitations agricoles en 2010 (122 en 1988) totalisant une superficie agricole utilisée de 2 047 hectares (2 423 hectares en 1988). Parmi ces exploitations, 10 sont de petite taille et totalisent à elles toutes 115 hectares. Le cheptel est constitué principalement de bovins : 794 vaches laitières et 511 vaches nourrices en 2010. Les céréales occupent une surface de 401 hectares dont 150 hectares pour le blé tendre et 66 hectares pour le maïs.

### Événements
- Descente du goaillou (DH) (descente VTT)
- Mi-juin : semi-marathon de Coray, 6e épreuve du Challenge de Cornouaille[87].
- Tout au long de l'année, des animations par les associations : Glaziks de Coray, danse bretonne (fest-deiz et fest-noz), excursions de l'espace jeune, randonnées, lutte bretonne (gouren)...

## Culture locale et patrimoine

### Lieux et monuments
- Église Saint-Pierre-et-Saint-Paul (XIXe siècle). La tour et son clocher à galerie sont du début du XVIIIe siècle ; le reste de l'église a été reconstruit en 1895. Elle abrite des statues anciennes : saint Venec, sainte Barbe, sainte Catherine, saint Pierre et une Pietà en pierre.
- Chapelle Notre-Dame de Guernilis (1749) : elle aurait été édifiée par un seigneur de Coray qui aurait été prisonnier des Turcs et aurait promis de construire une chapelle s'il parvenait à s'échapper. Son pardon est célébré chaque lundi de Pentecôte. Une fontaine de dévotion de style Renaissance se trouve à proximité[88].
- Chapelle de Lochrist (XVIe siècle), dédiée au Christ. Située en bordure de l'Odet le long d'une ancienne voie romaine, en forme de croix latine, la chapelle a été construite en 1601 par les Chevaliers de l'Ordre de Saint-Jean de Jérusalem et restaurée au XVIIIe siècle, trois pardons y étaient organisés dans l'année. Le dernier pardon y fut organisé en 1920 et la chapelle se délabre rapidement même si elle est inscrite au titre des monuments historiques par arrêté du 17 mai 1933[89]. La chapelle est restaurée à partir de 1970 à l'initiative d'une association locale de défense du patrimoine et le clocher, abattu par l'ouragan de 1987, reconstruit. Il n'en reste toutefois que ses murs et un clocher à jour de type cornouaillais. Le calvaire date de 1700 et, après avoir un temps été déménagé au bourg, il a retrouvé son emplacement d'origine.
- Chapelle de Saint-Vinoc (ou Saint-Venec)[90]. C'est l'ancienne chapelle, datant du XVIIe siècle, du manoir de Saint-Dridan, transportée à Kergoat en 1819. On y voit les armes des Le Rousseau de Rosencoat, anciens seigneurs de Saint-Dridan. Son délabrement a été aggravé par l'ouragan de 1987[91].
- La pierre cylindrique cannelée qui se trouve sur le placître de l'église n'est pas une stèle protohistorique, mais date de l'époque gallo-romaine. Elle a pu être un autel.

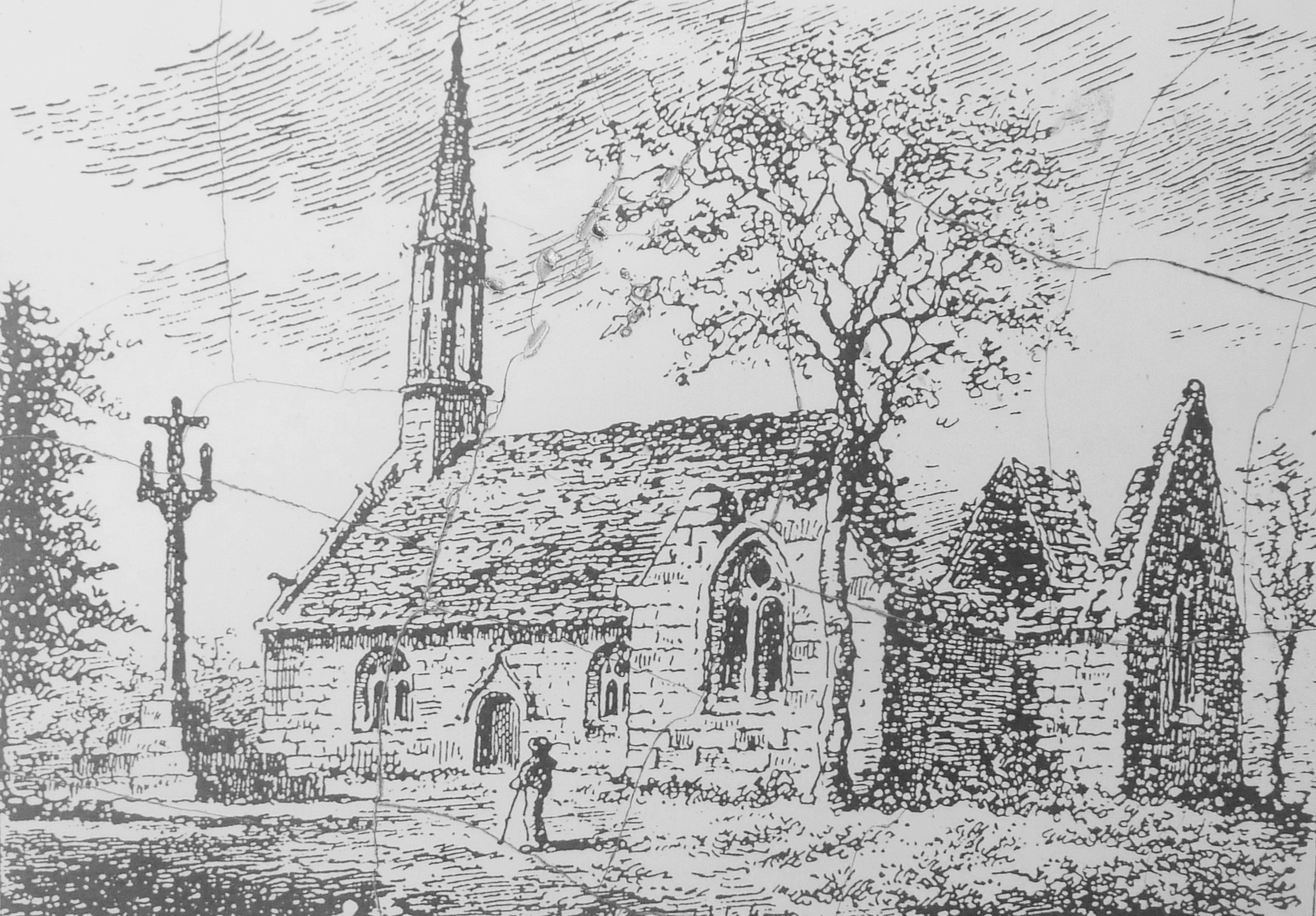
La chapelle de Lochrist en 1930 (dessin de Louis Le Guennec).
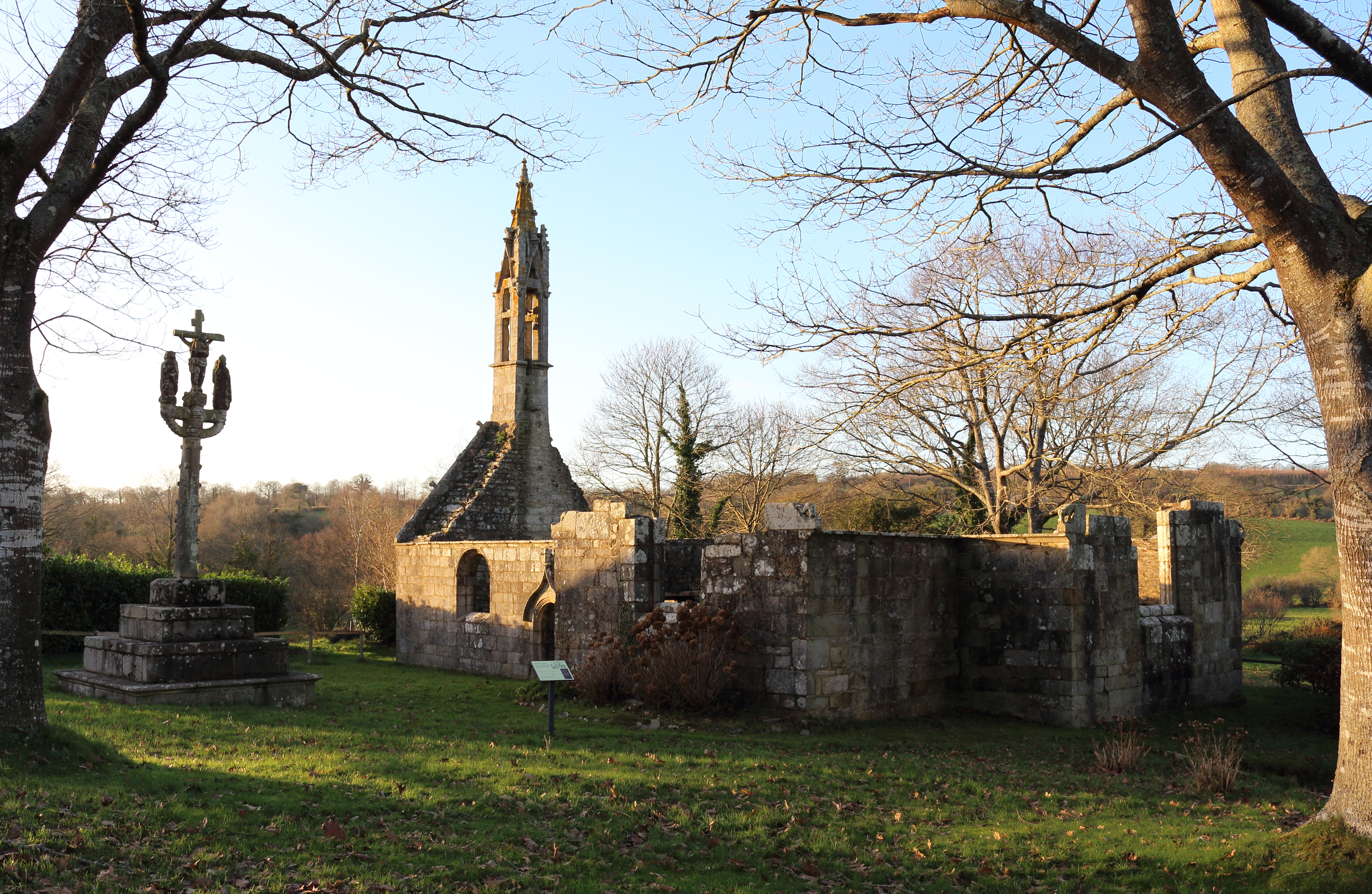
La chapelle de Lochrist et son calvaire 1.
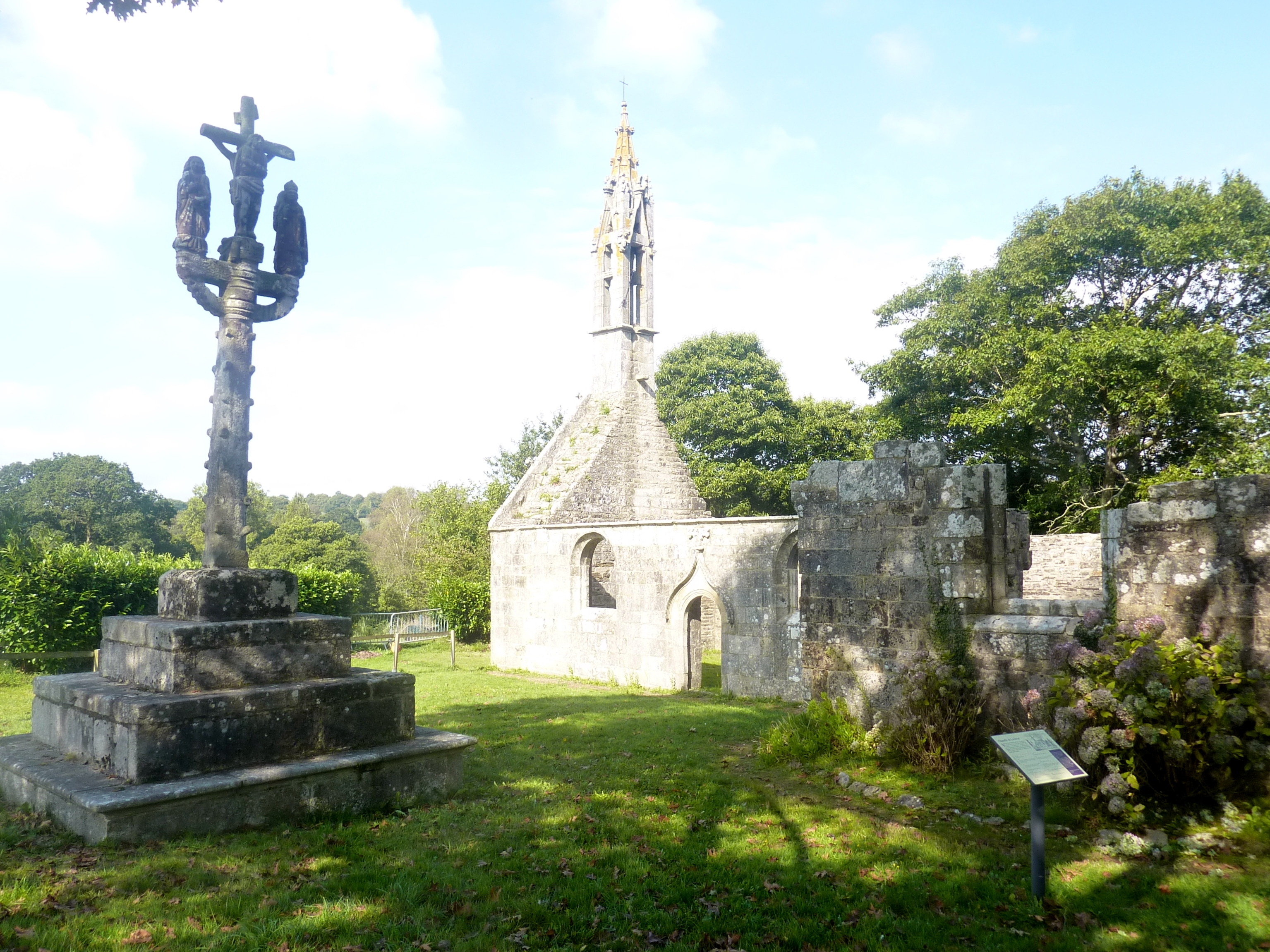
La chapelle de Lochrist et son calvaire 2.

### Personnalités liées à la commune
- Joseph Jean Marie Le Guillou de Kerincuff : avocat né à Coray en 1748, élu député aux États généraux en 1789. Farouche partisan des réformes, il devint le premier maire de Quimper en janvier 1790, mais abandonna cette charge pour devenir le président du tribunal criminel du Finistère, siégeant à Quimper, poste qu'il occupa pendant presque toute la Révolution française. Après 1800, il fut juge, puis président de la Cour d'appel de Rennes. Il mourut à Quimper en 1823[92].
- Charles Madic, scientifique français spécialisé dans la radioactivité, né à Coray en 1942.

## Légende
- La légende de l'eau noire ou La jeune fille de Coray, contée par Anatole Le Braz[93].